# Catherine Namugala
Catherine Namugala (* 2. Januar 1966) ist eine sambische Politikerin.
Catherine Namugala ist Mitglied im Movement for Multi-Party Democracy (MMD) und wurde bei den Wahlen in Sambia 2001 für den Wahlkreis Isoka-Ost in die Nationalversammlung Sambias gewählt. Sie amtierte als Stellvertretende Außenministerin, 2004 als Stellvertretende Ministerin für Kommunale Entwicklung und Soziale Dienste, ab 1. April 2006 als Stellvertretende Ministerin im Büro des Vizepräsidenten. Im Oktober 2006 wurde sie zur Ministerin für Kommunale Entwicklung und Soziale Dienste ernannt.
Catherine Namugala darf als populistisch bezeichnet werden. Von ihr stammen Sätze wie: „Vier von fünf Berichten aus Afrika sind negativ.“ und „Der Tourismussektor in Sambia ist von Fremden dominiert, die den Einheimischen das Geld wegnehmen und ins Ausland transferieren.“ Die Benachteiligung von Frauen ist eines ihrer zentralen Themen, wie auch ihre Forderung, Sambia müsse eine Industriepolitik betreiben, die Einheimische fördere, da ausländische Investitionen zu teuer für das Land seien. Schon ihre Ernennung zur stellvertretenden Ministerin im Büro des Vizepräsidenten stieß in der Presse auf allgemeine Überraschung.